# Carina Dahl

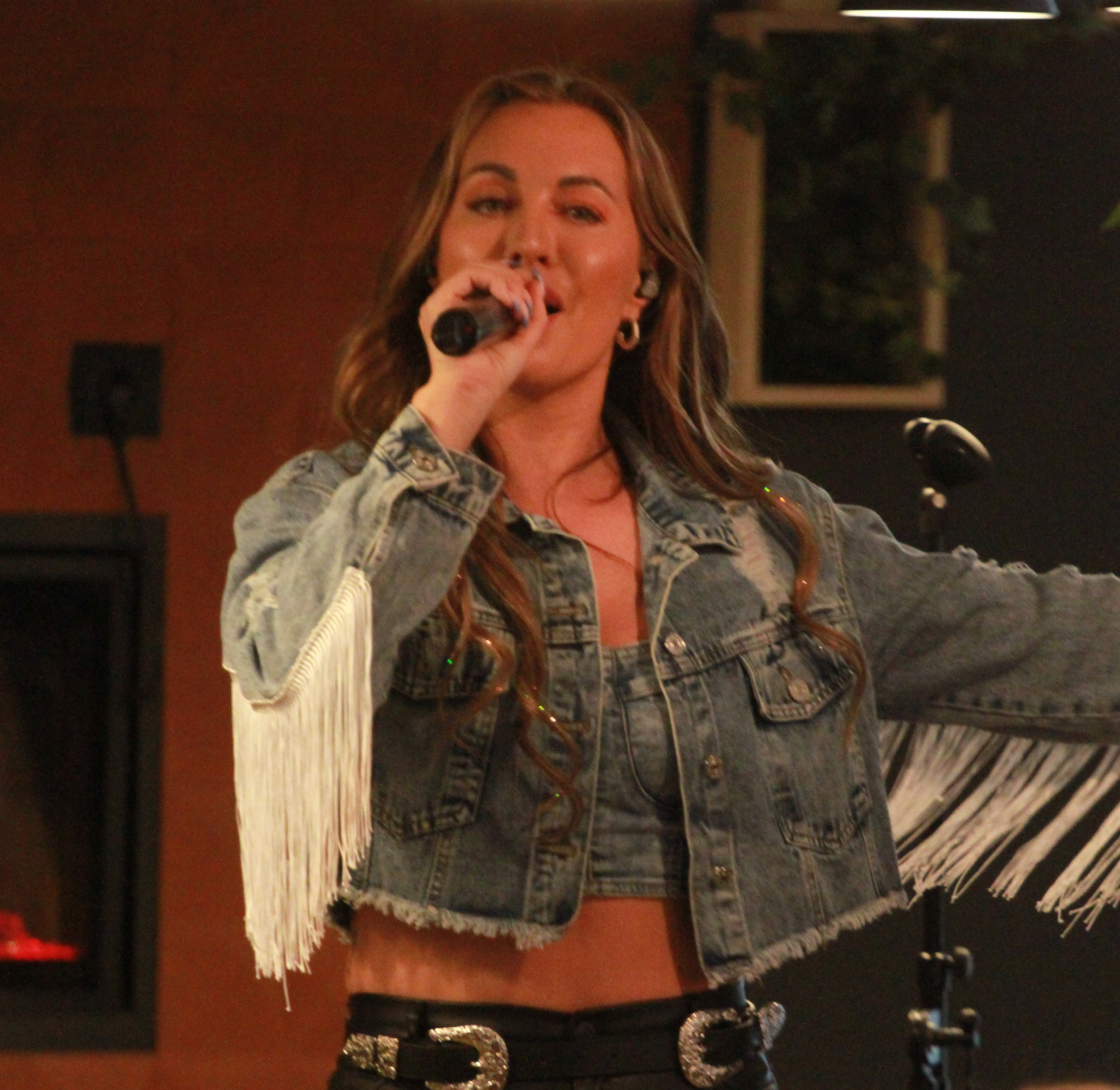
Carina Dahl, 2023

Carina Jeanette Dahl (* 1985) ist eine norwegische Sängerin, Songwriterin und Teilnehmerin an Reality-Formaten.

## Leben
Carina Dahl ist die Tochter von Morten Dahl, der als Schlagzeuger der Rockband TNT tätig war. Sie stammt aus der Stadt Trondheim. In ihrer Jugend erlernte sie sowohl Gesang als auch Tanz und hatte unter anderem Auftritte als Tänzerin bei Musikshows. Erste Bekanntheit erlangte sie schließlich als 19-Jährige im Jahr 2006 durch ihre Teilnahme an der norwegischen Version von Big Brother. Während der Teilnahme veröffentlichte sie ihre erste Single, die zweite folgte nach ihrer Zeit bei der TV-Show. Für ihre Musikkarriere zog sie im Anschluss nach Stockholm, wo sie nach einiger Zeit einen Plattenvertrag erhielt. Während ihrer Zeit in Stockholm gab sie 2010 ihr Debütalbum Hot Child heraus. Ihr zweites Album Hot Child 2.0 folgte im Jahr darauf.
Dahl nahm am Melodi Grand Prix 2011, dem norwegischen Vorentscheid für den Eurovision Song Contest, teil. Dort sang sie das Lied Guns & Boys, das sie gemeinsam mit Hanne Sørvaag geschrieben hat. Im Jahr 2012 zog sie zurück nach Norwegen. Dort hatte sie einen neuen Plattenvertrag erhalten und wurde Teil des bei TV 2 ausgestrahlten Reality-Formats Tigerstaden. Mit dem Lied Sleepwalking trat sie beim Melodi Grand Prix 2013 an. Im Jahr 2014 erzielte sie den dritten Platz in der Kochshow Masterchef.
Im Jahr 2015 gab sie das Album Hurricane Lover – Acoustic Sessions heraus. Gemeinsam mit Adrian Jørgensen sang Dahl 2018 ein norwegischsprachiges Cover des Liedes Despacito ein, das in Norwegen zu einem größeren Erfolg wurde. Im Jahr 2018 gehörte sie zu den Mitwirkenden an der Realityserie 71° Nord. Dahl nahm mit dem Lied Hold Me Down im darauffolgenden Jahr am Melodi Grand Prix 2019 teil. 2019 war sie zudem in der Reality-Serie Farmen Kjendis zu sehen, wo sie im Halbfinale auf dem dritten Platz ausschied. Bei der Musikshow Stjernekamp erreichte Dahl im Herbst 2021 ebenfalls den dritten Platz. Ihr bei der Show aufgeführtes Cover Om du dro ifra mæ, das im Original von Odd Nordstoga gesungen wurde, konnte sich in den norwegischen Musikcharts platzieren. Beim Spellemannprisen 2021 war sie für ihre Musik aus dem Jahr 2021 in der Kategorie für Partymusik nominiert. Dahl nahm an der im Frühjahr 2023 bei TV 2 ausgestrahlten vierten Staffel der Militär-Reality-Show Kompani Lauritzen teil. Beim Spellemannprisen 2023 gewann sie in der Partymusik-Kategorie, im Jahr darauf erhielt sie erneut eine Nominierung.
Im Oktober 2024 veröffentlichte Dahl das Album Best på fest.

## Auszeichnungen
Spellemannprisen
- 2021: Nominierung in der Kategorie „Partymusik“
- 2023: „Partymusik“
- 2024: Nominierung in der Kategorie „Partymusik“

## Diskografie

### Alben
| Jahr | Titel        | Höchstplatzierung, Gesamtwochen, AuszeichnungChartplatzierungen (Jahr, Titel, Platzierungen, Wochen, Auszeichnungen, Anmerkungen) | Höchstplatzierung, Gesamtwochen, AuszeichnungChartplatzierungen (Jahr, Titel, Platzierungen, Wochen, Auszeichnungen, Anmerkungen) | Anmerkungen                            |
| Jahr | Titel        | NO | SE | Anmerkungen                            |
| ---- | ------------ | --- | --- | -------------------------------------- |
| 2024 | Best på fest | NO10 (… Wo.)NO | — | Erstveröffentlichung: 18. Oktober 2024 |

Weitere Alben
- 2010: Hot Child
- 2011: Hot Child 2.0
- 2015: Hurricane Lover – Acoustic Sessions

### Singles
| Jahr | Titel Album              | Höchstplatzierung, Gesamtwochen, AuszeichnungChartplatzierungen (Jahr, Titel, Album, Platzierungen, Wochen, Auszeichnungen, Anmerkungen) | Höchstplatzierung, Gesamtwochen, AuszeichnungChartplatzierungen (Jahr, Titel, Album, Platzierungen, Wochen, Auszeichnungen, Anmerkungen) | Anmerkungen                                            |
| Jahr | Titel Album              | NO | SE | Anmerkungen                                            |
| ---- | ------------------------ | --- | --- | ------------------------------------------------------ |
| 2021 | Om du dro ifra mæ –      | NO31 Gold · (2 Wo.)NO | — | Erstveröffentlichung: 9. Oktober 2021                  |
| 2023 | Best på fest –           | NO10 Platin · (7 Wo.)NO | — | Erstveröffentlichung: 24. Februar 2023                 |
| 2023 | 5 Shots –                | NO25 (5 Wo.)NO | SE44 (4 Wo.)SE | mit Ringnes-Ronny Erstveröffentlichung: 14. April 2023 |
| 2023 | Har du lyst har du lov – | NO31 (1 Wo.)NO | — | Erstveröffentlichung: 6. Oktober 2023                  |
| 2024 | Da vi var to –           | NO16 (5 Wo.)NO | — | mit Halva Priset Erstveröffentlichung: 3. Mai 2024     |
| 2024 | Søv når æ dør –          | NO34 (1 Wo.)NO | — | mit Hagle Erstveröffentlichung: 20. September 2024     |
| 2025 | Jentekveld –             | NO9 (11 Wo.)NO | — | mit Sandra Lyng Erstveröffentlichung: 24. Januar 2025  |
| 2025 | Fest i Trøndelag –       | NO32 (… Wo.)NO | — | mit Hagle Erstveröffentlichung: 23. Mai 2025           |
| 2025 | Pickup Truck –           | NO90 (… Wo.)NO | — | Erstveröffentlichung: 13. Juni 2025                    |

Weitere Singles (mit Auszeichnungen)
- 2018: Despacito (Cover mit Adrian Jørgensen, NO: Platin)
- 2020: Shallow (Cover mit Åge Sten Nilsen, NO: Gold)
- 2021: Toppen av Norge (NO: Gold)